# Oscylator Duffinga

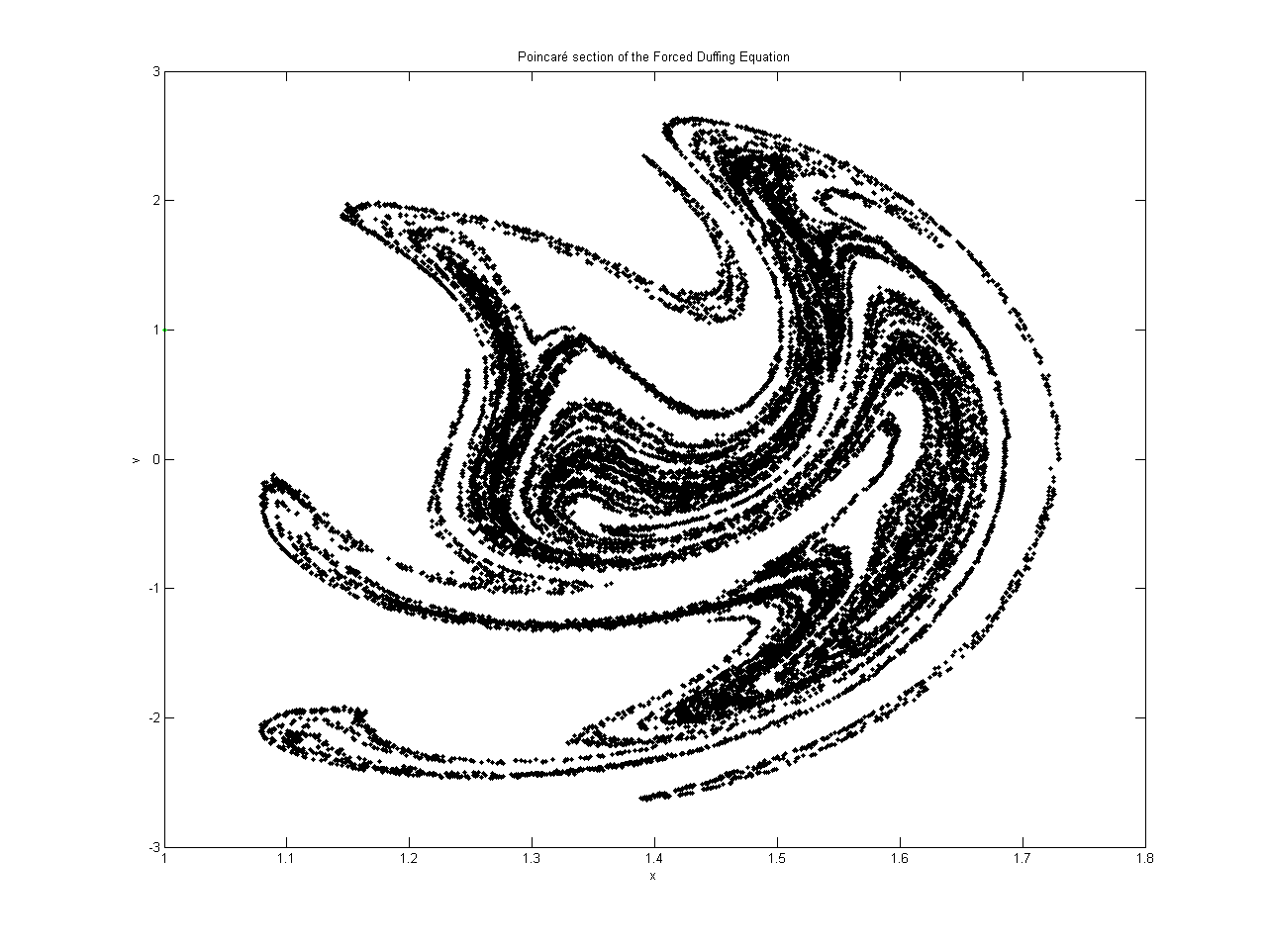
Przekrój Poincaré wymuszonego równania Duffinga, sugerujący chaotyczne zachowanie (,,,, oraz).

Dziwny atraktor oscylatora Duffinga przez 4 okresy (czasu). Kolory przedstawiają, jak płyną punkty. (,,,,. Animacja ma przesunięcie czasowe, więc siła wymuszająca zależy od zamiast).

Oscylator Duffinga – oscylator opisany nieliniowym równaniem różniczkowym drugiego rzędu, stosowanym do modelowania niektórych tłumionych i wymuszonych oscylatorów. Równanie ma postać:
{\displaystyle {\frac {d^{2}x}{dt^{2}}}+\delta {\frac {dx}{dt}}+\alpha x+\beta x^{3}=\gamma \cos(\omega t)}
gdzie:
{\displaystyle x=x(t)} - przemieszczenie w czasie t,
{\displaystyle {\tfrac {dx}{dt}}} - pierwsza pochodna {\displaystyle x} względem czasu, czyli prędkość oscylatora,
{\displaystyle {\tfrac {d^{2}x}{dt^{2}}}} - druga pochodna {\displaystyle x} względem czasu czyli przyspieszenie oscylatora,
{\displaystyle \delta ,} {\displaystyle \alpha ,} {\displaystyle \beta ,} {\displaystyle \gamma } i {\displaystyle \omega } - stałe liczby, parametry oscylatora.
Równanie opisuje ruch tłumionego oscylatora z bardziej złożonym potencjałem niż w przypadku prostego ruchu harmonicznego (co odpowiada przypadkowi {\displaystyle \beta =\delta =0}); fizycznie modeluje taki oscylator np. wahadło sprężynowe, którego współczynnik sprężystości sprężyny nie jest dokładnie zgodny z prawem Hooke’a. Równanie Duffinga jest przykładem układu dynamicznego wykazującego chaotyczne zachowanie. Co więcej, układ Duffinga wykazuje zjawisko rezonansu skokowego, co jest rodzajem częstotliwościowego zachowania z histerezą.
Oscylator nazwano na cześć Georga Duffinga (1861–1944).

## Parametry
Parametry w powyższym równaniu to:
- {\displaystyle \delta } kontroluje poziom tłumienia,
- {\displaystyle \alpha } kontroluje liniową sztywność,
- {\displaystyle \beta } kontroluje poziom nieliniowości siły przywracającej; jeśli {\displaystyle \beta =0,} równanie Duffinga opisuje tłumiony i wymuszony prosty oscylator harmoniczny,
- {\displaystyle \gamma } to amplituda okresowej siły wymuszającej drgania; jeśli {\displaystyle \gamma =0} układ nie ma siły wymuszającej,
- {\displaystyle \omega } to częstotliwość kątowa okresowej siły wymuszającej.

Równanie Duffinga można interpretować jako opis oscylacji masy przymocowanej do sprężyny nieliniowej (tj. nie spełniającej prawa Hooke'a) i liniowego tłumika. Siła przywracająca zapewniana przez nieliniową sprężynę to {\displaystyle \alpha x+\beta x^{3}.}
Gdy {\displaystyle \alpha >0} i {\displaystyle \beta >0}, to sprężyna jest nazywana „utwardzającą się sprężyną”. Odwrotnie, dla {\displaystyle \beta <0} (i nadal {\displaystyle \alpha >0}) jest to „mięknącą sprężyną”. W związku z tym przymiotniki „utwardzający” i „mięknący” są używane w odniesieniu do oscylatora Duffinga w zależności od wartości {\displaystyle \beta } (i {\displaystyle \alpha }).